# Amar'e Stoudemire
Amar'e Carsares Stoudemire (Lake Wales, Florida, 16 de noviembre de 1982) es un exjugador de baloncesto estadounidense, que también posee la nacionalidad israelí, el cual disputó 14 temporadas en la NBA. Con 2,08 metros de altura, jugaba en la posición de ala-pívot.
Stoudemire fue elegido por los Phoenix Suns en la 9.ª posición del Draft de la NBA de 2002, proclamándose al final de la temporada vencedor del Rookie del Año. Fue elegido en el Mejor quinteto de la NBA en la temporada 2006-07. Además, ha sido All-Star en seis ocasiones. Con la selección estadounidense ganó la medalla de bronce en los Juegos Olímpicos de Atenas 2004.
El primer nombre de Stoudemire previamente fue nombrado por la guía de los Suns como "Amaré" o "Amare", pero fue cambiado a "Amar'e" en octubre de 2008. Según NBA.com, su nombre había sido escrito siempre correctamente, pero los medios de comunicación enfocaron su nombre de manera errónea desde que entró en la liga.

## Inicios
Amar'e tenía un hermano mayor, Hazell Jr., y un medio hermano más joven, Marwan. Su madre, Carrie, fue detenida en varias ocasiones por delitos como robo y falsificación. En un primer momento robaba solo por diversión o por ganar algo de dinero, pero más tarde lo hizo para sobrevivir. Hazell Jr. fue una gran estrella del fútbol americano y del baloncesto en su etapa en el instituto, destacando con su altura y sus largos brazos heredados de su padre. Todo el mundo llamaba Hazell Jr. "Baby Shaq".
Los padres de Amar'e se divorciaron cuando él era joven. Carrie se casó con Artis Wilson en 1990, y fruto de la relación nació Marwan. Vivieron durante varios años en Nueva York, al igual que Amar'e y Hazell Jr. En su adolescencia, Stoudemire se estaba convirtiendo en un gran jugador de fútbol americano, aunque también poseía buenas habilidades para el baloncesto y el béisbol. Su ídolo era Shaquille O'Neal, quien jugaba a pocos kilómetros en Orlando Magic, y enloqueció cuando Shaq rompió un tablero contra los Nets realizando un mate.
Cuando Stoudemire contaba con 12 años, su padre decidió iniciar un negocio de camiones. Su padre tenía dolores en el pecho, aunque decidió ignorarlos a pesar de su historial familiar de problemas del corazón. Una mañana, el corazón de Hazell se paró. A partir de entonces, la familia fue para abajo; Carrie entraba y salía continuamente de prisión y Hazell Jr. se perdió en las calles. A veces, Amar'e y Marwan no tenían dónde ir. Según dijo a Isaac Perry en un artículo para la revista Dime Magazine, lo que realmente le hicieron seguir adelante fueron Dios y las palabras del rapero Tupac Shakur. A menudo, se quedaban con Burney Hayes, un policía local que permitía a los niños dormir en una esquina de su caravana. Hayes convenció a Amar'e de que renunciase al fútbol americano y se concentrase en el baloncesto, ya que predijo que sería un buen cambio para su educación y para tener una vida mejor. Con 14 años, el joven Stoudemire se puso en serio con el baloncesto.
Amar'e se sumó a un equipo en verano y demostró que lo único que necesitaba era entrenamiento. Su poder y su capacidad de anticipación le hicieron un poderoso defensor y reboteador, y su rapidez le hacía imparable en ataque. En su primer torneo AAU, fue nombrado MVP.

## Trayectoria deportiva

### High School
En poco tiempo, comenzaron a ojearle entrenadores de universidades e institutos. Uno de ellos era Joel Hopkins de Mt. Zion Christian Academy en Durham (Carolina del Norte). Esta escuela contaba con uno de los mejores programas de baloncesto del país. Cuando Amar'e fue declarado académicamente inelegible para su primer año en Lakes Wales, vio Mt. Zion como el siguiente paso hacía los profesionales. Los Eagles estaban felices de tener a Amar'e, a pesar de que su expediente académico era muy pobre. No obstante, en una prueba de inteligencia en Lake, Amar'e fue superior a la mayoría de los niños.
Previo al año júnior de Amar'e, su entrenador Hopkins abandonó Mt. Zion para formar su propia escuela, Emmanuel Christian Academy. Amar'e y casi todos sus compañeros decidieron seguirle, pero la escuela se fue a pique antes de que comenzara la temporada. Amar'e regresó a Florida y vivió con Travis King, el entrenador de la plantilla Fastbreak USA que compitió en los torneos AAU. Después de un verano jugando con King y asistiendo a escuelas de verano en Orlando, Amar'e regresó a Mt. Zion. Al poco tiempo abandonó la escuela por segunda vez y se fue a la West Orange High en Orlando. Cuando la temporada comenzó, no contaba con un uniforme. Según las transcripciones de Mt. Zion, el jugador era académicamente inelegible. Amar'e pensó que era una revancha por haber dejado la escuela en dos ocasiones, pero su sueño de jugar en la NBA cobraba cada vez más fuerza.
Cuando Amar'e discutió con King, él y Marwan se mudaron con Bill Williams, un ministro local con un pasado oscuro. Esa relación fue muy corta, ya que Williams fue declarado culpable de soborno y enviado a prisión. El próximo adulto en la vida de Stoudemire fue un conocido de Williams llamado Marc Little. En el campus de Nike de 2001, Amar'e compartió cancha con Dajuan Wagner, DeSagana Diop, Ousmane Cisse y Tyson Chandler. Sobre este último realizó un mate que se convirtió en una leyenda del campus.
Fuera de la cancha, cuando la HBO escuchó acerca de su retorcida historia, los productores se le acercaron para hacer un segmento de "Real Sports". Estuvo de acuerdo en abrir su vida a los medios de comunicación, sabiendo que las secuencias de baloncesto que incluiría serían vistas por millones de telespectadores. Acercándose a su último año en el instituto, Amar'e comenzó a ser muy seguido por varias universidades. John Calipari quedó impresionado con él, y le dijo el entrenador de Memphis le gustaría jugar para él. Sin embargo, incluso antes de que la campaña empezara, era más que probable que la universidad no sería el futuro de Amar'e. Sus ojos siempre habían estado en los profesionales y dedicó su temporada sénior para captar la atención de los scouts NBA.
Amaré se matriculó en la Cypress Creek High, una escuela a las afueras de Orlando sin mucho gancho para el baloncesto. De hecho, Cypress Creek es famosa por su galardonada banda de marcha. A pesar del balance de su equipo, 16-13, Amar'e fue nombrado Mr. Basketball de Florida en 2002, promediando 29 puntos, 15 rebotes y 6 tapones por partido, y fue incluido en el mejor equipo del All-USA por USA Today. También fue premiado como mejor jugador de instituto de Florida por el Orlando Sentinel y formó parte del mejor quinteto de instituto de la revista Parade Magazine. Al final de la temporada disputó el McDonald's All-Star Game de 2002 en el Madison Square Garden, anotando 10 puntos y cogiendo 7 rebotes.
A medida que el día del Draft de la NBA se acercaba, los scouts estaban de acuerdo en que Amar'e era el atleta más impresionante de los disponibles. A algunos equipos le preocupaba su pasado, ya que se había criado sin padres, pero Amar'e había sobrevivido de manera inimaginable y supo sobrellevar su situación hasta el momento. El equipo más interesado en el jugador era Phoenix Suns, que tras una prueba psicológica se dieron cuenta de que la transición a la NBA sería una de las cosas más fáciles que Amar'e haría en su vida. Jerry Colangelo, el propietario de los Suns, dio el visto bueno y dijo que tenía la misma sensación que cuando vio por primera vez a Kobe Bryant.

### NBA

#### Primera temporada ilusionante (2002-2003)

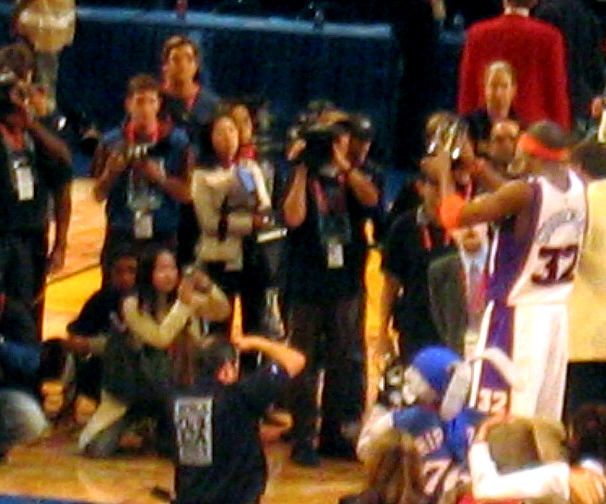
Stoudemire, recibiendo el MVP del Rookie Challenge de 2004.

Amar'e viajó a Nueva York para asistir al Draft de la NBA de 2002 y fue seleccionado por Phoenix Suns en la novena posición. Para facilitar su adaptación a la NBA, el veterano pívot Scott Williams fue su mentor particular. Williams había perdido a sus padres en un asesinato-suicidio, por lo que compartía con Amar'e el mismo trauma infantil. Stoudemire se esforzó por ser un buen ciudadano y, cuando llegó a varios entrenamientos tarde por culpa del tráfico, se trasladó a una residencia a 10 minutos del pabellón. Evitó locales nocturnos y ambientes dañinos, e incluso aceptó el clásico tratamiento que reciben los novatos en la NBA, llevando las bolsas, entregando donuts a sus compañeros y recogiendo los balones después de los entrenamientos.
En los Suns encontró una joven plantilla, con una media de edad de 25 años, entre los que se incluían Stephon Marbury y Shawn Marion. Amar'e también absorbió toneladas de información baloncestística. A mitad de pretemporada, reconoció ante los periodistas que ya había aprendido más sobre el baloncesto en un par de semanas que en toda su vida. Amar'e comenzó la temporada como suplente de Tom Gugliotta, aunque alcanzó la titularidad tras la lesión de Googs. En su primer encuentro ante Kevin Garnett y sus Minnesota Timberwolves, Stoudemire anotó 38 puntos y capturó 14 rebotes, y por primera vez frente a Shaquille O'Neal celebró la victoria de su equipo y dijo a los periodistas que fue lo más divertido que le había ocurrido en años. Al jugar Stoudemire tan ferozmente, los expertos preveían que le llegaría el famoso rookie wall a los 40 partidos de temporada, pero aun así mantuvo su intensidad. Mientras que el rookie chino Yao Ming, de Houston Rockets, generaba todos los titulares, Amar'e y los Suns se clasificaron para playoffs, a la vez que los Rockets se hundían en el Oeste.
Amar'e residía con su amigo de la infancia Michael Walker, y Marwan vivía cerca con su madre. Tan pronto como Carrie llegó a Phoenix, Stoudemire le compró un Mercedes, 4.000 dólares en joyas y le encontró un alojamiento. Sin embargo, a su madre le gustaba controlar las cosas, y a menudo creaba tensión entre Amar'e y los Suns, sus compañeros de equipo y Nike, e interrumpía las nuevas relaciones que el jugador formaba. Su hermano Hazell fue encarcelado en Nueva York por tráfico de drogas y otros delitos graves.
Los Suns consiguieron un récord de 44-38 y accedieron a los playoffs en el Oeste. Amar'e finalizó la temporada con promedios de 13,5 puntos, 8,8 rebotes y un 47,2% en tiros de campo, siendo sexto en la liga en rebotes ofensivos con 250. Fue nombrado Rookie del Año por encima de Yao Ming, convirtiéndose en el primer jugador procedente del instituto en lograrlo. Lideró a los novatos en rebotes y tiros libres, y fue segundo en puntos, tapones y minutos jugados. Stoudemire disputó el Rookie Challenge, donde aportó 18 puntos y 7 rebotes, y participó en el Concurso de Mates de la NBA. Fue elegido mejor rookie del mes en enero y se convirtió en el primer jugador de los Suns en conseguirlo desde Kevin Johnson en abril de 1988. En playoffs se enfrentaron a San Antonio Spurs, y a pesar de ganar el primer partido de la eliminatoria, fueron derrotados en seis encuentros. En el primer partido de playoffs en su carrera, Stoudemire anotó 24 puntos y recogió 9 rebotes en 39 minutos, y promedió 14,2 puntos y 7,8 rebotes durante la serie.

#### Explosión y lesiones (2003-2006)
Amare y los Suns comenzaron la temporada 2003-04 con grandes esperanzas de llegar a los playoffs por segundo año. Sin embargo, el flojo comienzo de los Suns precipitó el despido del entrenador Frank Johnson y fue reemplazado por su ex-asistente Mike D'Antoni. Las cosas empeoraron cuando Amar'e sufrió un esguince en el tobillo izquierdo a principios de diciembre de 2003 en un partido frente a Boston Celtics. El jugador tuvo que estar en el dique seco durante 18 encuentros. Cuando regresó se encontró con una multitud de compañeros nuevos, entre los que destacaba Antonio McDyess, quien llegó procedente de New York Knicks a cambio de Marbury y Anfernee Hardaway. Fue un traspaso con vistas en el futuro, por lo que la temporada de los Suns fue muy gris, terminando penúltimos en el Oeste con tan solo 29 victorias.
Amar'e hizo todo lo posible para levantar el equipo, pero el apoyo que recibió fue muy débil. Su promedio anotador ascendió hasta los 20,6 puntos por noche, además de aportar 9 rebotes. Junto con Marion fue el mejor del equipo, ya que McDyess se recuperaba lentamente de sus lesiones. A partir de marzo, completamente sano, Stoudemire jugó a nivel de All-Star, y en abril promedió un doble-doble en siete partidos, llegando hasta casi los 30 puntos por encuentro. Lideró a los Suns en anotación en 22 de los últimos 30 partidos y anotó 20 o más puntos en 26 de los 30 últimos choques. En el Rookie Challenge del All-Star Weekend, Stoudemire firmó 36 puntos y fue nombrado MVP del partido.

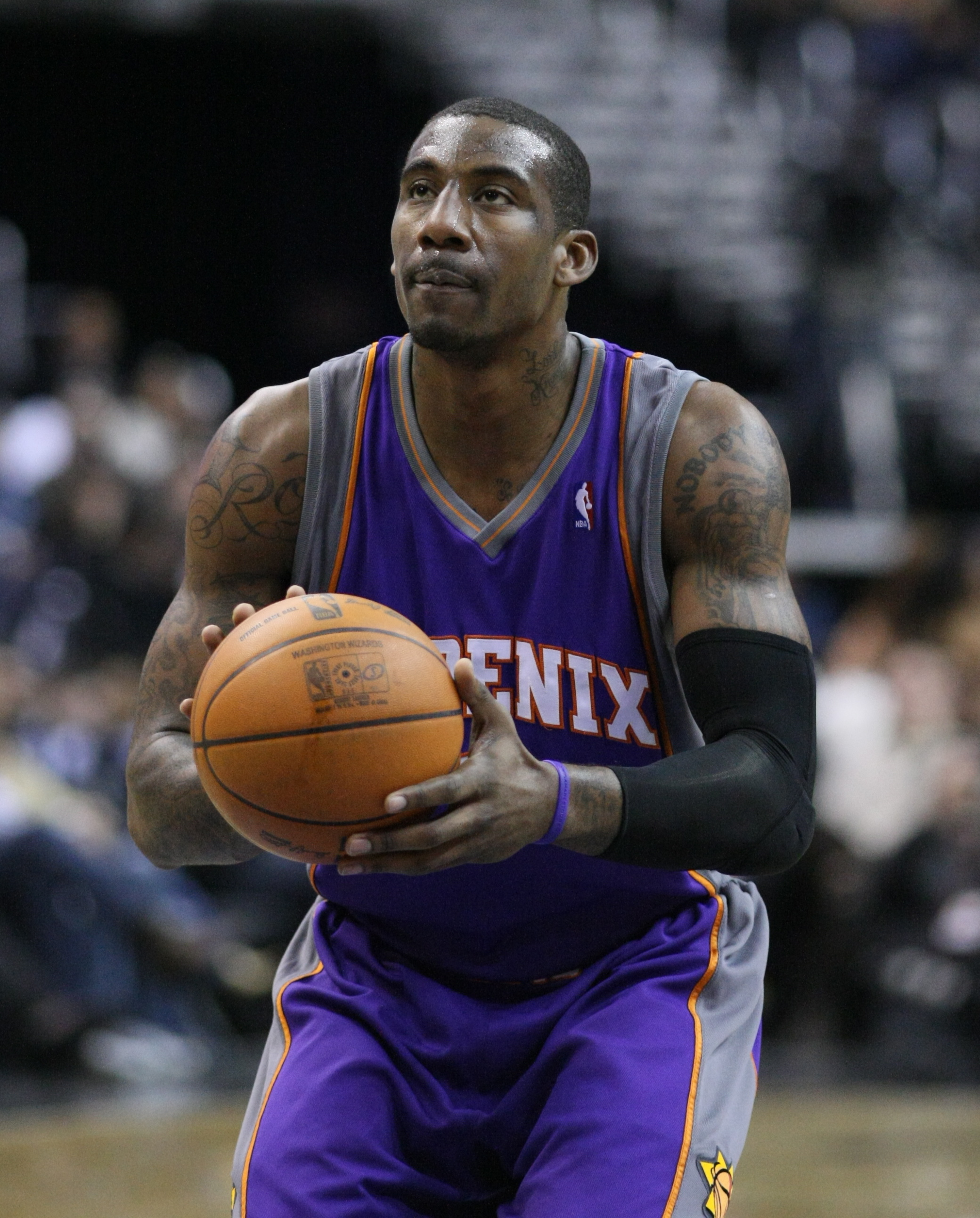
Una lesión en la rodilla obligó a Stoudemire a estar casi un año en blanco.

Durante el verano de 2004, Stoudemire participó en los Juegos Olímpicos de Atenas con la selección estadounidense. Aunque no contó con demasiadas oportunidades para el entrenador Larry Brown, formó parte del equipo que consiguió la medalla de bronce. En los 8 partidos que disputó, promedió 2,8 puntos y 1,8 rebotes.
Antes de que diera comienzo la temporada 2004-05, la directiva de los Suns supo moverse en el mercado veraniego y contrató al base Steve Nash y a Quentin Richardson. D'Antoni permitió a Nash coger el timón del equipo y su mano tuvo rápidas repercusiones. Los Suns se enriquecieron en la ofensiva, con el contrataque como su arma más letal, y practicaron un baloncesto que daba más oportunidades para anotar tanto a Amar'e como a Marion, Richardson y Joe Johnson. Los Suns comenzaron muy fuertes la temporada, y los dobles-dobles en la estadística de Stoudemire se convirtieron en algo habitual. Consiguió seis en febrero, cinco en marzo y ocho en abril. En general, Amar'e mejoró sus números; un 55,9% en tiros de campo, segundo en la NBA, y 26 puntos por noche, quinto en la liga. Fue el mejor promedio anotador de los Suns desde los 27,2 de Tom Chambers en la temporada 1989-90, y anotó más de 40 puntos en seis ocasiones, incluyendo su récord personal con 50 puntos ante Portland Trail Blazers el 2 de enero de 2005. Fue nombrado mejor jugador del mes en el Oeste en abril y mejor jugador de la semana del 15 al 21 de noviembre y del 6 al 12 de diciembre.
Phoenix, mientras tanto, se convirtió en uno de los equipos más agradables de ver de la NBA. Lideraron la Conferencia Oeste con 62 triunfos, Nash fue nombrado MVP de la temporada y D'Antoni Entrenador del Año. Stoudemire disputó su primer All-Star Game de la NBA como alero reserva y fue incluido en el Segundo Quinteto de la Temporada.
En los playoffs, superaron fácilmente a Memphis Grizzlies en primera ronda. Frente a Dallas Mavericks en Semifinales de Conferencia, Stoudemire fue casi imparable, promediando 35 puntos y 15 rebotes en los tres primeros partidos de la serie. Con un Nash fantástico, los Suns cerraron la eliminatoria en seis partidos. Amar'e continuó con su inspirado juego en el primer partido de las Finales de Conferencia ante San Antonio Spurs, anotando 41 puntos. Su esfuerzo no se tradujo en victoria, tanto en el encuentro como en la serie, ya que Phoenix cayó en cinco partidos. Amar'e superó el récord de Kareem Abdul-Jabbar (34,2, 1970) del mejor promedio anotador de la historia para un jugador que disputa sus primeras finales de Conferencia (37 puntos por choque). En el quinto partido de la eliminatoria realizó su mejor actuación en playoffs con 42 puntos.
Durante la pretemporada 2005-06, se le fue descubierto un cartílago dañado en la rodilla y se sometió a una operación el 18 de octubre de 2005. Inicialmente, los Suns pensaron que volvería a mediados de febrero, pero su rehabilitación llevó más tiempo del esperado. Stoudemire, sin embargo, hizo un intento de regreso a finales de marzo, anotando 20 puntos en su primer partido ante los Blazers. Sus dos siguientes encuentros fueron muy flojos, y el 28 de marzo se anunció que probablemente se perdería el resto de la temporada regular debido al continuo agarrotamiento en ambas rodillas. Su mánager declaró que su regreso ocurrió demasiado pronto y que era necesario más tiempo de rehabilitación. Finalmente se perdió 79 partidos y promedió 8,7 puntos y 5,3 rebotes en 16,8 minutos de juego. Al igual que en su décimo partido en la NBA, Stoudemire se quedó sin anotar ante New Jersey Nets en el que significó su último partido de la temporada.
Stoudemire asistió al campus de la selección de Estados Unidos en Las Vegas, aunque finalmente no disputó el Mundial de la FIBA de 2006. Sus preparadores físicos dijeron que no tenía hinchazón desde su más reciente operación y que su fuerza y flexibilidad estaban "mejor que nunca, casi como Superman".

#### Recuperando su nivel (2006-2010)

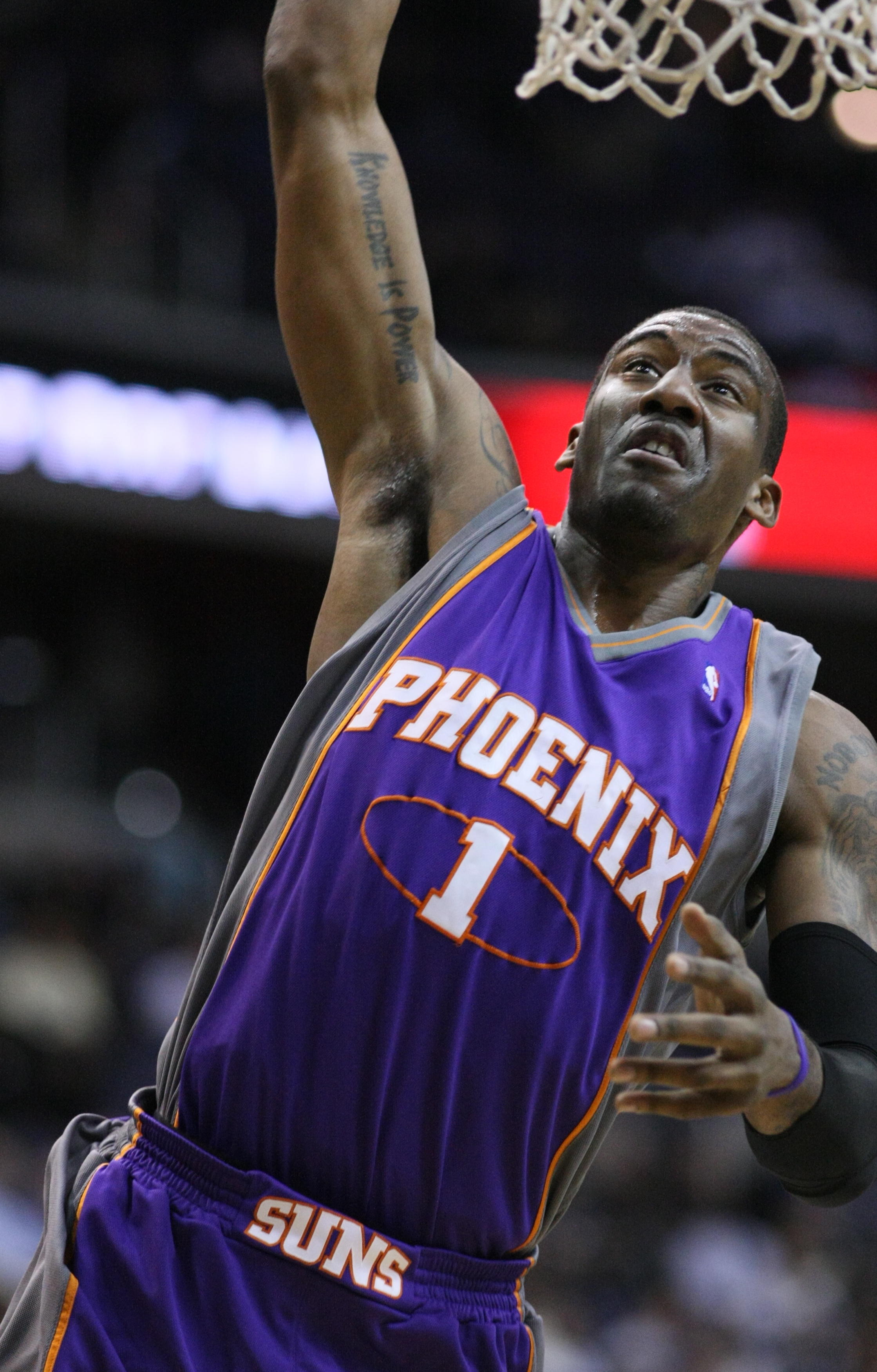
Stoudemire y los Suns se toparon con San Antonio Spurs dos años consecutivos en playoffs.

Antes de la temporada 2006-07, Stoudemire cambió su dorsal del 32 al 1, número que vistió Dijon Thompson la campaña anterior. Amar'e se unió a la selección estadounidense y entrenó con ellos en julio, pero fue excluido del equipo en el viaje a Asia debido a que el entrenador Mike Krzyzewski pensaba que el jugador necesitaba una oportunidad de recuperarse plenamente de sus lesiones de rodilla.
Tras recuperarse plenamente de su lesión, Amar'e disputó los 82 partidos de temporada regular y jugó su segundo All-Star Game, donde anotó 29 puntos en 21 minutos. Fue uno de los tres jugadores de la NBA (junto con Carlos Boozer y Elton Brand) en aparecer entre los 20 primeros en puntos (20,4, 19º en la liga), rebotes (9,6, máxima en su carrera, 9º) y en porcentaje de tiros de campo (realizó su mejor año con un 57,5%, 5º). Al final de la temporada fue incluido en el Mejor Quinteto de la NBA con su compañero Nash, convirtiéndose en el primer dúo de los Suns en lograrlo.
En playoffs fueron eliminados un año más por San Antonio Spurs en semifinales de Conferencia. Amar'e fue suspendido para el quinto partido de la eliminatoria tras abandonar la zona del banquillo tras un altercado entre Nash y Robert Horry. Los Suns cayeron en seis encuentros y Stoudemire promedió 25,3 puntos y 12,1 rebotes en los 10 partidos de postemporada.
En la temporada siguiente, Amar'e lideró a los Suns en anotación con 25,8 puntos y en rebotes con 9,1 por partido. Además, sus 2,1 tapones por duelo fue el mejor promedio en la historia de la franquicia desde los 2,3 de Oliver Miller en la temporada 1993-94. Stoudemire se ajustó notablemente al juego con Shaquille O'Neal, al que los Suns adquirieron en febrero de 2008. Fue nombrado mejor jugador de la semana en dos ocasiones, disputó su tercer All-Star e integró el Segundo Quinteto de la NBA. Por cuarta vez en seis años volvieron a caer eliminados en manos de su verdugo, los Spurs, esta vez en primera ronda por 4-1. Al finalizar la temporada, el entrenador D'Antoni dejó el equipo para dirigir a los Knicks.
Con el nuevo técnico Terry Porter, los Suns pusieron más énfasis en la defensa y más control en el ataque. La desaceleración ofensiva del equipo afectó a Stoudemire, cuya anotación descendió 4 puntos respecto a la campaña anterior pero continuó liderando a Phoenix en puntos y rebotes. Los Suns también lucharon contra el sistema Porter, y con un balance de 28-23 perdieron los cinco encuentros previos al All-Star Game. Stoudemire participó como titular en el Oeste en su cuarto All-Star.
Los Suns se deshicieron de Raja Bell y Boris Diaw en diciembre enviándoles a Charlotte Bobcats a cambio de Jason Richardson, y el propio Stoudemire esperaba ser traspasado antes del cierre de mercado en febrero, algo que finalmente no ocurrió. El 16 de febrero, Porter fue despedido y reemplazado por Alvin Gentry. Ese mismo mes, en un partido ante Los Angeles Clippers, Stoudemire sufrió un desprendimiento parcial de la retina de su ojo derecho tras recibir una falta de Al Thornton, por lo que tuvo que perderse el resto de la temporada. Amar'e anunció que usará gafas protectoras tras su vuelta a las canchas, método que ya utilizó meses antes después de que sufriera daños en el iris durante la pretemporada. En los playoffs 2010, los Suns llegaron a la final de conferencia perdiendo contra Los Angeles Lakers.

#### New York Knicks (2010-2015)

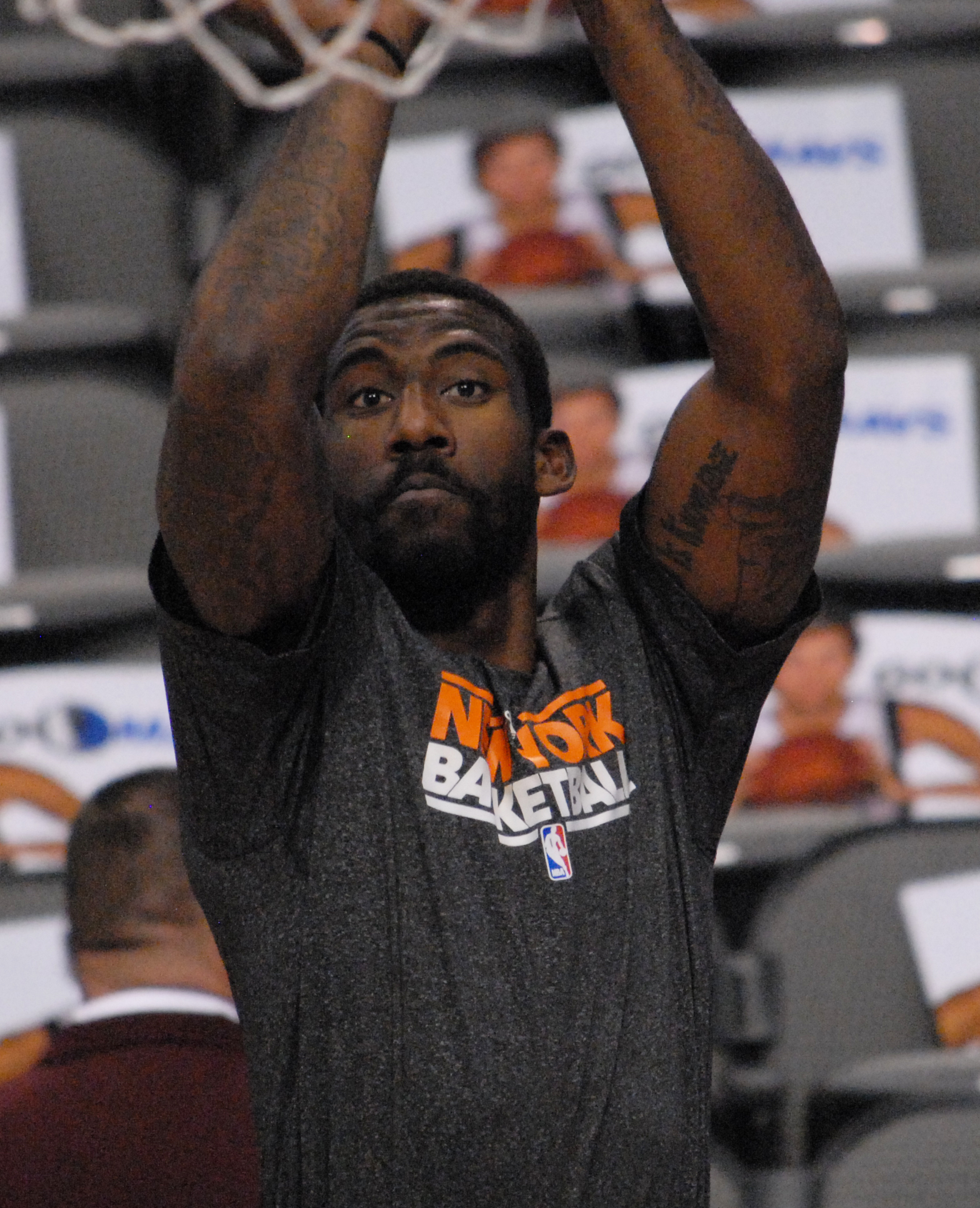
Stoudemire con los Knicks en 2012.

En los inicios de la temporada 2010-11, se anunció su fichaje por los New York Knicks por 5 temporadas y casi 100 millones de dólares.
En su presentación en el Madison Square Garden, Stoudemire anunció el "retorno" de los Knicks, debido a la mala situación del equipo en los años pasados. Con Amar'e llegó el antiguo entrenador de los Suns, Mike D'Antoni. El rendimiento de Stat en los Knicks fue espectacular, anotando más de 30 puntos ante equipos como Boston Celtics. En enero de 2011, fue convocado como titular al All-Star de la Conferencia Este junto a Derrick Rose, Dwyane Wade, LeBron James y Dwight Howard. El primer Knickerbocker en ir de titular al All-Star desde Patrick Ewing. Al mes siguiente, en un trade a tres bandas con Denver Nuggets y Minnesota Timberwolves, Carmelo Anthony desembarcó en los Knicks, también junto a Chauncey Billups. Los Knicks llegaron por primera vez a playoffs desde 2004. Stoudemire se lesionó en el tercer partido de primera ronda de playoffs, que los Knicks perderían ante Boston Celtics.
Para la temporada 2011-12 (que incluía "lockout"), los Knicks adquirieron a Tyson Chandler, aunque amnistiaron a Chauncey Billups. Amar'e no pudo jugar mucho tiempo debido a lesiones, terminó la temporada con 17.5 ppp y 7.8 rpp.
En febrero de 2015 se anuncia que los Knicks rescinden el contrato de Stoudemire, ya que manifestó que quiere cambiar de aires y encontrar una franquicia que le permita luchar por el anillo de campeón.

#### Dallas Mavericks (2015)
El 18 de febrero de 2015, firmó un contrato para jugar con los Dallas Mavericks.

#### Miami Heat (2015)
El 10 de julio de 2015 se hace oficial su contratación con Miami Heat por un año y algo más de 1 millón de dólares. Al año siguiente firmó de nuevo con los Knicks.

### Israel y China
Tras ser repudiado por la NBA en la temporada 2016-17, decidió marcharse al Hapoel Jerusalem, equipo en el que jugó durante 3 temporadas.
En verano de 2019 firmó por el Fujian Sturgeons, en los que obtuvo unos promedios de 19,3 puntos y 8,3 rebotes en CBA.
En enero de 2020 regresa a Israel para jugar en las filas del Maccabi FOX Tel Aviv con 37 años, firmando hasta el final de temporada en el que sería su debut Euroliga. En julio de 2020, se convierte en campeón de liga, siendo nombrado MVP de las finales.

### Entrenador
El 30 de octubre de 2020, Stoudemire se une al cuerpo técnico de los Brooklyn Nets como asistente, para el desarrollo de jugadores. En mayo de 2022, comunica su renuncia al entrenador principal, Steve Nash.

## Estadísticas de su carrera en la NBA

### Temporada regular
| Año      | Equipo   | PJ  | PT  | MPP  | %TC  | %3P  | %TL  | RPP | APP | ROB | TPP | PPP  |
| -------- | -------- | --- | --- | ---- | ---- | ---- | ---- | --- | --- | --- | --- | ---- |
| 2002-03  | Phoenix  | 82  | 71  | 31.3 | .472 | .200 | .661 | 8.8 | 1.0 | .8  | 1.1 | 13.5 |
| 2003-04  | Phoenix  | 55  | 53  | 36.8 | .475 | .200 | .713 | 9.0 | 1.4 | 1.2 | 1.6 | 20.6 |
| 2004-05  | Phoenix  | 80  | 80  | 36.1 | .559 | .188 | .733 | 8.9 | 1.6 | 1.0 | 1.6 | 26.0 |
| 2005-06  | Phoenix  | 3   | 3   | 16.7 | .333 | .000 | .889 | 5.3 | .7  | .3  | 1.0 | 8.7  |
| 2006-07  | Phoenix  | 82  | 78  | 32.8 | .575 | .000 | .781 | 9.6 | 1.0 | .9  | 1.3 | 20.4 |
| 2007-08  | Phoenix  | 79  | 79  | 33.9 | .590 | .161 | .805 | 9.1 | 1.5 | .8  | 2.1 | 25.2 |
| 2008-09  | Phoenix  | 53  | 53  | 36.8 | .539 | .429 | .835 | 8.1 | 2.0 | .9  | 1.1 | 21.4 |
| 2009-10  | Phoenix  | 82  | 82  | 34.6 | .557 | .167 | .771 | 8.9 | 1.0 | .6  | 1.0 | 23.1 |
| 2010-11  | New York | 78  | 78  | 36.8 | .502 | .435 | .792 | 8.2 | 2.6 | .9  | 1.9 | 25.3 |
| 2011-12  | New York | 47  | 47  | 32.8 | .483 | .238 | .765 | 7.8 | 1.1 | .8  | 1.0 | 17.5 |
| 2012-13  | New York | 29  | 0   | 23.5 | .577 | .000 | .808 | 5.0 | .4  | .3  | .7  | 14.2 |
| 2013-14  | New York | 65  | 21  | 22.6 | .557 | .000 | .739 | 4.9 | .5  | .4  | .6  | 11.9 |
| 2014-15  | New York | 36  | 14  | 24.0 | .543 | .000 | .740 | 6.8 | 1.0 | .6  | .9  | 12.0 |
| 2014-15  | Dallas   | 23  | 1   | 16.5 | .581 | .000 | .678 | 3.7 | .3  | .4  | .2  | 10.8 |
| 2015-16  | Miami    | 52  | 36  | 14.7 | .566 | .000 | .746 | 4.3 | .5  | .3  | .8  | 5.8  |
| Total    | Total    | 846 | 696 | 31.0 | .537 | .236 | .761 | 7.8 | 1.2 | .8  | 1.2 | 18.9 |
| All-Star | All-Star | 6   | 3   | 19.5 | .571 | .400 | .750 | 7.5 | 1.2 | .7  | .7  | 18.8 |

### Playoffs
| Año   | Equipo   | PJ | PT | MPP  | %TC  | %3P   | %TL   | RPP  | APP | ROB | TPP | PPP  |
| ----- | -------- | -- | -- | ---- | ---- | ----- | ----- | ---- | --- | --- | --- | ---- |
| 2003  | Phoenix  | 6  | 6  | 33.8 | .523 | 1.000 | .571  | 7.8  | 1.2 | 1.7 | 1.5 | 14.2 |
| 2005  | Phoenix  | 15 | 15 | 40.1 | .539 | .000  | .781  | 10.7 | 1.2 | .7  | 2.0 | 29.9 |
| 2007  | Phoenix  | 10 | 10 | 34.3 | .523 | .333  | .769  | 12.1 | .6  | 1.3 | 1.9 | 25.3 |
| 2008  | Phoenix  | 5  | 5  | 40.8 | .485 | .250  | .633  | 9.0  | .4  | 1.4 | 2.4 | 23.2 |
| 2010  | Phoenix  | 16 | 16 | 36.5 | .519 | .000  | .754  | 6.6  | 1.1 | .7  | 1.5 | 22.2 |
| 2011  | New York | 4  | 4  | 33.5 | .382 | .000  | .667  | 7.8  | 1.8 | .2  | .8  | 14.5 |
| 2012  | New York | 4  | 4  | 36.5 | .556 | .000  | .750  | 6.5  | .8  | 1.2 | .2  | 15.3 |
| 2013  | New York | 4  | 0  | 8.3  | .385 | 1.000 | 1.000 | 2.3  | .0  | .0  | .0  | 3.8  |
| 2015  | Dallas   | 5  | 0  | 15.0 | .429 | .000  | .692  | 3.2  | .6  | .2  | .6  | 7.8  |
| 2016  | Miami    | 9  | 2  | 9.1  | .579 | .000  | .1000 | 1.4  | .0  | .6  | .3  | 3.3  |
| Total | Total    | 78 | 62 | 30.7 | .512 | .250  | .750  | 7.4  | .8  | .8  | 1.3 | 18.7 |

## Vida personal
Stoudemire y su mujer, Alexis Welch, tienen cuatro hijos. Siendo pareja desde 2002, contrajeron matrimonio el 12 de diciembre de 2012.
Stoudemire creció en la fe bautista. A través de su madre se asoció a los Israelitas negros.
Su hermano mayor, Hazell Stoudemire Jr., falleció el 6 de febrero de 2012 en un accidente de tráfico a los 35 años de edad.
En diciembre de 2022, el exjugador fue arrestado bajo el cargo de agredir a una de sus hijas; sin embargo, el propio Stoudemire negó los cargos.